# 国鉄ホキ5200形貨車 (2代)
国鉄ホキ5200形貨車（こくてつホキ5200がたかしゃ）は、かつて日本国有鉄道（国鉄）及び1987年（昭和62年）4月の国鉄分割民営化後は日本貨物鉄道（JR貨物）に在籍したホッパ車である。
本形式落成前に同様の任務に従事していたセム3700形についても本項目で解説する。

## 概要
本形式は、鉱石、石灰石輸送用30 t 積の私有貨車である。
1958年（昭和33年）から1961年（昭和36年）にかけて、日立製作所でホキ1800形として20両（ホキ1800 - ホキ1819）が製作された。ホキ1800形は、1963年（昭和38年）7月26日の称号規程変更によりホキ5200形に改められた。ホキ5200形としては2代目にあたる。ホキ5200形（初代）は、同日ホキ5600形へ変更になった。所有者は土佐石灰工業の1社のみであり、斗賀野駅を常備駅として運用した。
ホキ5205、ホキ5206の2車は、車掌室のように見える操作室を備えていた。操作室では、編成全車の底扉の開閉を行うためのエアーシリンダーの操作を行う部屋であった。操作室付きではあるがホッパ自体のサイズは他車と同一である。
車体塗色は黒で、1968年（昭和43年）10月1日ダイヤ改正では高速化不適格車とされて最高速度55km/hの指定車となり、識別のため記号に「ロ」が追加され「ロホキ」となり黄色（黄1号）の帯を巻いている。
荷役方式はホッパ上部よりの上入れ、底扉による下出しであった。
全長は9,000 mm、全幅は2,590 mm、全高は3,220 mm、台車中心間距離は5,100 mm、実容積は20.0 m3、換算両数は積車4.5、空車1.4である。落成時の台車は、日立C-1台車であったが後にベッテンドルフ式のTR41Dに変更した。
1992年（平成4年）10月に土佐石灰工業の貨車輸送廃止によって、最後まで在籍した17両（ホキ5200 - ホキ5202、ホキ5204 - ホキ5214、ホキ5216 - ホキ5218）が廃車になり形式消滅した。

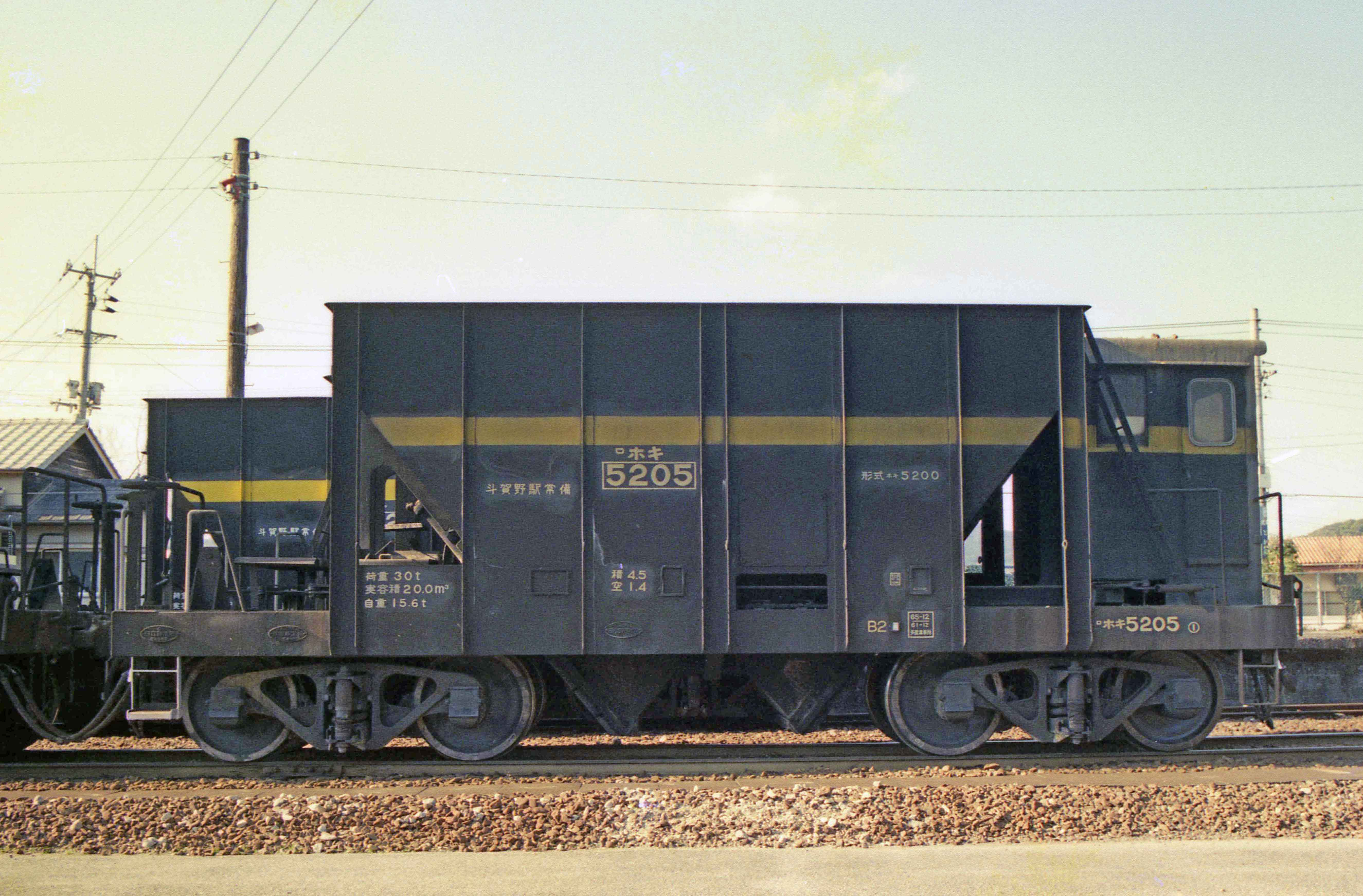
ホキ5200形^{ロ}ホキ5205、1988年1月1日斗賀野駅
操作室付車

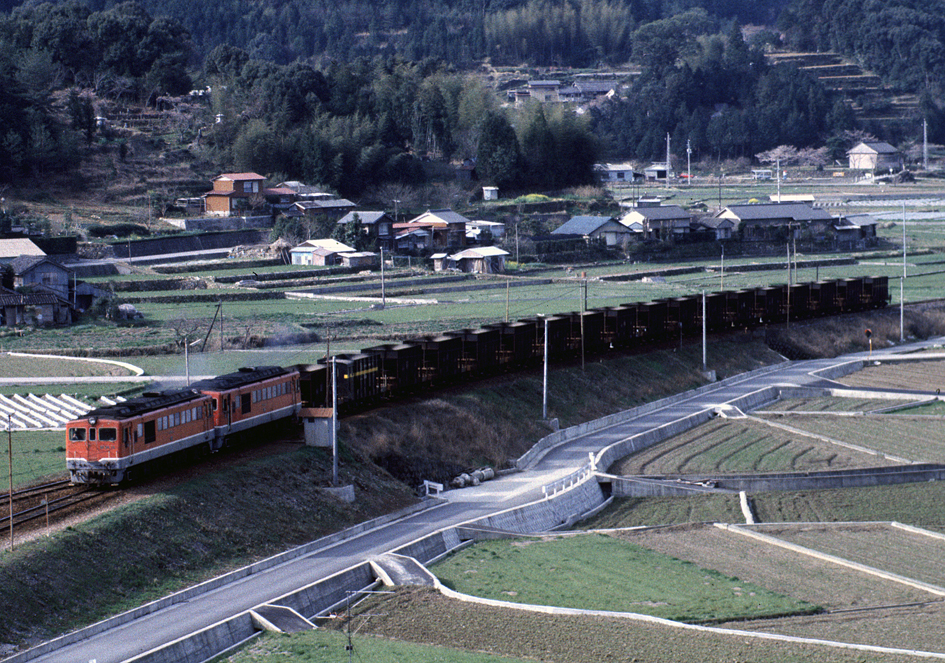
DF50 18+DF50 43牽引 ホキ5200形石灰石運搬貨物列車 （1983年、土佐石灰工業大平山鉱山専用線）
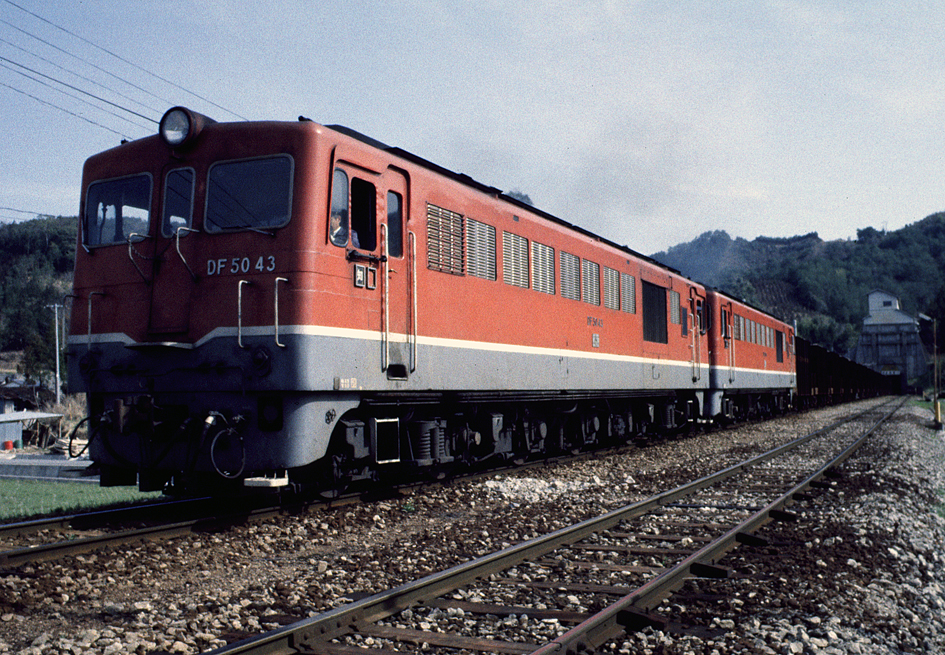
DF50 43+DF50 18牽引 ホキ5200形石灰石運搬貨物列車 （1983年、土佐石灰工業大平山鉱山専用線）

### 年度別製造数
各年度による製造会社と両数は次のとおりである。
- 昭和33年度 - 10両
  - 日立製作所 10両 土佐石灰工業（ホキ1800 - ホキ1809→ホキ5200 - ホキ5209）
- 昭和36年度 - 10両
  - 日立製作所 10両 土佐石灰工業（ホキ1810 - ホキ1819→ホキ5210 - ホキ5219）

## セム3700形
1943年（昭和18年）2月下旬に12両（セム3700 - セム3711）が汽車製造にて土佐石灰工業所有車として製造された。
当時の車両規定では私有石炭車、私有ホッパー車（そもそもホッパー車なる車種が存在しなかった）が鉄道省より認められていないため、国鉄線路上を運用することは不可能であった。このため全車を鉄道省に無償譲渡した。この際形式名セム3700形が与えられた。
専属貨車として斗賀野駅を常備駅とし、当駅 - 多ノ郷駅間にて運用された。また専属車掌車としてセムフ1000形4両（セムフ1010、セムフ1078、セムフ1088、セムフ1103）が充当された。
その後車両規定が改訂され私有ホッパー車が認められ、1958年（昭和33年）にホキ1800形が製作された。同形式落成後、本形式は九州（船尾駅）へ移動になったが、戦争中の酷使により疲弊しきっており、また少数車であったため保守に手間がかかり、1963年（昭和38年）8月12日に全車が一斉に廃車となり、同時に形式消滅となった。